# 熊炳琦旧宅
熊炳琦旧宅建于1925年，是原北京禁卫军二等参谋、直隶都督府参谋长、江苏都督府参谋长、北京陆军大学校校长、曹锟直鲁豫巡阅使署参谋长、原山东省省长、胶澳督办、东亚毛呢厂董事长、天津市人民代表、天津市民革副主委熊炳琦在天津的故居，位于原天津英租界香港道（Hong Kong Road）（今和平区睦南道127号），该建筑目前是一般保护等级历史风貌建筑。

## 建筑
熊炳琦旧宅是一座砖木结构二层小洋楼并自成院落。建筑内部一层设有餐厅、厨房、书房和卧室。二层设有卧室和卫生间等。前院种有花草树木并设有车库。
　　